# Cascades Kintampo
Les cascades Kintampo són una de les cascades més altes de Ghana. També van ser conegudes com les cascades Sanders durant l'època colonial.
Es troba al riu Pumpum, un afluent del Volta Negre, a uns 4 km al nord del municipi de Kintampo, a la carretera Kumasi-Tamale. Aquesta cascada, una de les principals atraccions naturals de la zona, està amagada al bosc i està formada per 3 salts d'aigua, on la caiguda més alta mesura 25 metres d'altura i, després de diversos congosts i petites cascades, el riu cau uns 70 metres.

## Incidents
El 20 de març de 2017, 18 persones van morir i entre 20 i 22 van resultar ferides després que un gran arbre caigués damunt de les cascades, després d'una tempesta. L'arbre va caure a la piscina de la base de les cascades, on va aixafar i ofegar a la gent que estaven nedant en aquell moment. Els ferits van rebre tractament a l'hospital local.
Des de l'incident, el Ministeri de Turisme, Arts i Cultura de Ghana ha tancat indefinidament les cascades per dur a terme una avaluació exhaustiva de seguretat i protecció.

## Galeria d'imatges

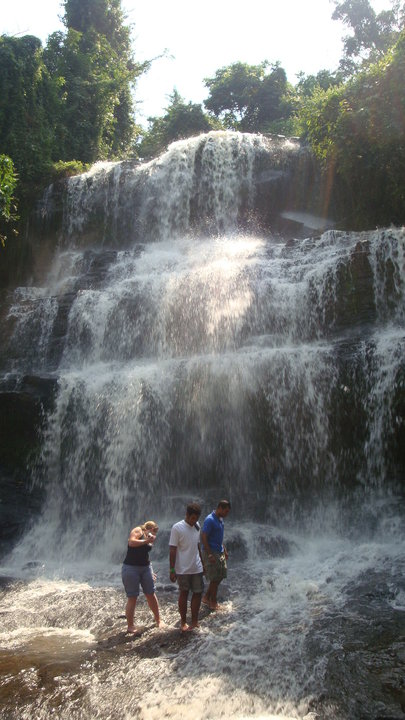
Vista frontal
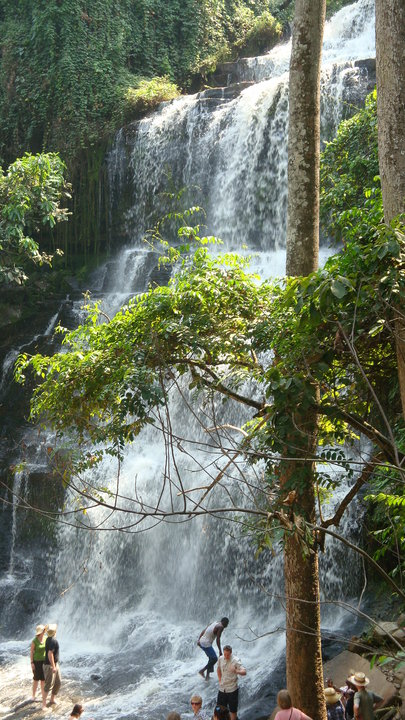
Vista lateral
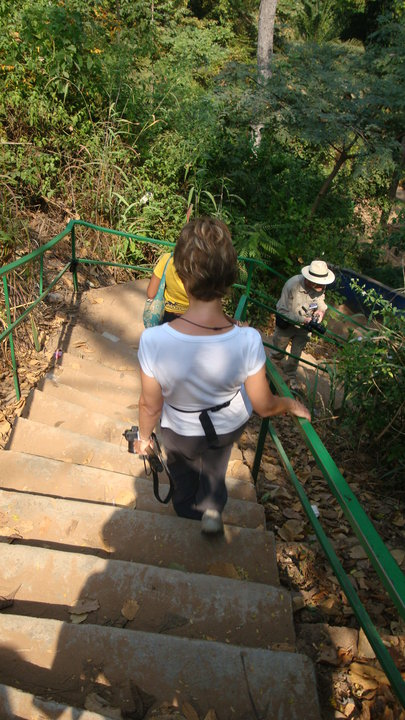
Escala que condueix a la cascada